# Павлиш, Павел Васильевич
Павел Васильевич Павлиш (укр. Павло Васильович Павліш; род. 10 декабря 1979, Вольное, Херсонская область) — украинский юрист, политик. Народный депутат Украины 9-го созыва. Член Комитета Верховной Рады по вопросам правовой политики.

## Биография
Окончил Херсонский государственный аграрный университет (специальность «Менеджмент организаций»), Одесскую национальную юридическую академию (специальность «Правоведение»).
Старший преподаватель в Херсонском государственном аграрном университете, директор юридической фирмы. Работал юрисконсультом ОДО «Херсонский электромеханический завод».
Основатель «Зе! Команды» в Херсонской области, возглавлял штаб команды во время президентской кампании 2019 года.
В 2006, 2010 и 2015 годах баллотировался в Херсонский городской совет.
Был помощником на общественных началах экс-главы Херсонской ОГА Андрея Гордеева, которого обвиняют в заказном убийстве Екатерины Гандзюк.
Кандидат в народные депутаты от партии «Слуга народа» на парламентских выборах в 2019 году (избирательный округ № 182, часть Днепровского, часть Суворовского районов г. Херсона с населёнными пунктами Днепровского и Суворовского районных в г. Херсоне советов). На момент выборов: директор ЧП "Юридическая фирма «Правочин», проживает в городе Херсоне. Беспартийный.
Женат, двое сыновей.

## Награды и звания
- Почётное звание Заслуженный юрист Украины (23 августа 2021 года) — за значительный личный вклад в государственное строительство, укрепление обороноспособности, социально-экономическое, научно-техническое, культурно-образовательное развитие Украинского государства, весомые трудовые достижения, многолетний добросовестный труд и по случаю 30-й годовщины независимости Украины[12].